# Salman Khan
Salman Khan (en hindi सलमान ख़ान, en urdú سلمان خان), de nom complet Abdul Rashid Salim Salman Khan i anomenat "Sallu", és un actor de Bollywood nascut el 27 de desembre de 1965 a Indore (Madhya Pradesh, Índia). És el fill gran del guionista Salim Khan i de la seva primera esposa, Salma. Té dos germans, Arbaaz Khan i Sohail Khan, que també es dediquen al cinema, i dues germanes, Alvira i Arpitan.
Considerat com el "bad boy" de Bollywood, ha fet sovint la cobertura dels diaris a causa dels seus conflictes amb la llei, les seves nombroses i tumultuoses relacions amoroses, els seus suposats vincles amb la màfia i la seva llibertat d'esperit. No obstant això, també és conegut per la seva generositat, que el va portar a fundar una organització de caritat "Being Human". També presenta programes de televisió, 10 Ka Dum i recentment Big Boss, que és a la quarta temporada.
Salman Khan va començar la seva carrera cinematogràfica l'any 1988 i va obtenir ràpidament un gran èxit popular, però tot i així haurà de maldar per a fer reconèixer les seves qualitats d'actor. No obtindrà el favor de la crítica fins al 1996, quan actua a Khamoshi: The Musical, de Sanjay Leela Bhansali, i sobretot dos anys més tard, amb la pel·lícula Kuch Kuch Hota Hai de Karan Johar.
Malgrat aquesta carrera irregular i una vida privada agitada, la seva forta presència a la pantalla i els músculs que exhibeix repetidament li han permès conquerir un públic nombrós i lleial, i de fet ha esdevingut una de les més grans estrelles del cinema indi, junt amb els dos altres "Khan" de Bollywood, Shahrukh i Aamir.
L'11 d'octubre de 2007 va acceptar una oferta del museu de cera Madame Tussauds a Londres per tenir una estàtua de cera, que es va presentar el 15 de gener de 2008. Salman Khan va ser el quart actor indi en tenir una estàtua de cera en aquest museu.